# تیله‌نو
تیله نو، روستایی است از توابع بخش مرکزی شهرستان گلوگاه در استان مازندران ایران.

## جمعیت
این روستا در کلباد شرقی قرار دارد و براساس سرشماری مرکز آمار ایران در سال 1396، جمعیت آن 2200 نفر (550خانوار) بوده‌است. جمعیت ساکن این روستا در سال 1397 به حدود 2222 هم رسیده‌است. البته جمعیت کسانی که از این روستا مهاجرت کرده‌اند بیشتر از جمعیت ساکن آن می‌باشد. مردم تیله نو از قومیت طبری هستند که ریشه آن به قوم آمارد و قوم تپوری می‌رسد. مردم تیله نو به زبان طبری (مازندرانی)  سخن میگویند. سکنه بومی گلوگاه خود را تات می‌نامند و زبان خود را زبان تاتی می‌نامند. به گفته محققین تات در زبان اهالی مازندران به معنی بومی، روستایی و یکجانشین می‌باشد و منظور از تات همان قوم طبری است و منظور از زبان تاتی همان زبان طبری می‌باشد.

## جغرافیای تیله نو
این روستا از توابع شهرستان گلوگاه بوده که حدود ۳ کیلومتر با آن فاصله دارد و در قسمت غرب شهرستان گلوگاه واقع شده‌است.
این روستا با زیر کشت بردن سالانه بیشتر از ۳۰۰۰ هکتار زمین به زیر کشت برنج وضع مطلوبی به خود اختصاص داده که در منطقه می‌تواند برترین باشد. ضمناً آب بندان این روستا در حدود ۷۰ هکتار می‌باشد و زمین‌های به غیر از زیر کشت برنج از مرز ۵۰۰۰ هکتار هم بیشتر است.

## مشاغل تیله نو
شغل و درآمد اکثر مردم شریف این روستا کشاورزی و در کنار آن دامپروری است.

## چشمه ها
```
از چشمه‌های دیدنی این روستا می‌توان به قلقلی چشمه و چشمه لرگی اشاره کرد
```

که دارای طبیعتی بکر و زیبا می‌باشد.
نام جنگل‌ها و مساحت‌های آن : که حدودا مساحت کل شان ۵۰۰ هکتار می‌باشد .
-    درختان معروف جنگل : نموار، ممرز، افرا، توسکا، مرسی ( راش )، موزی (بلوت)، ملیچ، عزدار .
-    میوه‌های جنگلی : ازگیل وحشی، کاندس، زالزالک، تمشک وحشی، هالوچه وحشی .